# Língua groenlandesa
O groenlandês, groelandês (português brasileiro) ou gronelandês (português europeu) (kalaallisut AFI: [kə.ləːɬ.ɬɪ.sʉt]) é um idioma da família esquimó-aleúte, mais especificamente do grupo inuíte. É a língua dos povos indígenas da Groenlândia, onde é falada por cerca de 50 700 pessoas, além de outras 7 000 na Dinamarca. Mundialmente tem 57 700 falantes. A situação da língua é definida como vigorosa, por ser usada oralmente por todas as gerações de forma sustentável. Tornou-se língua oficial da Groenlândia em 1979, junto ao dinamarquês, quando a Groenlândia deixou de ser colônia ao conquistar autonomia no Reino da Dinamarca. A lei groenlandesa de autoadministração de 2009 não estabelece ao dinamarquês qualquer status.
O groenlandês tem uma relação histórica próxima com o dinamarquês, que aparece em jornais e placas bilíngues pelo país, é ensinado na escola e dominante no ensino superior.

## Etimologia

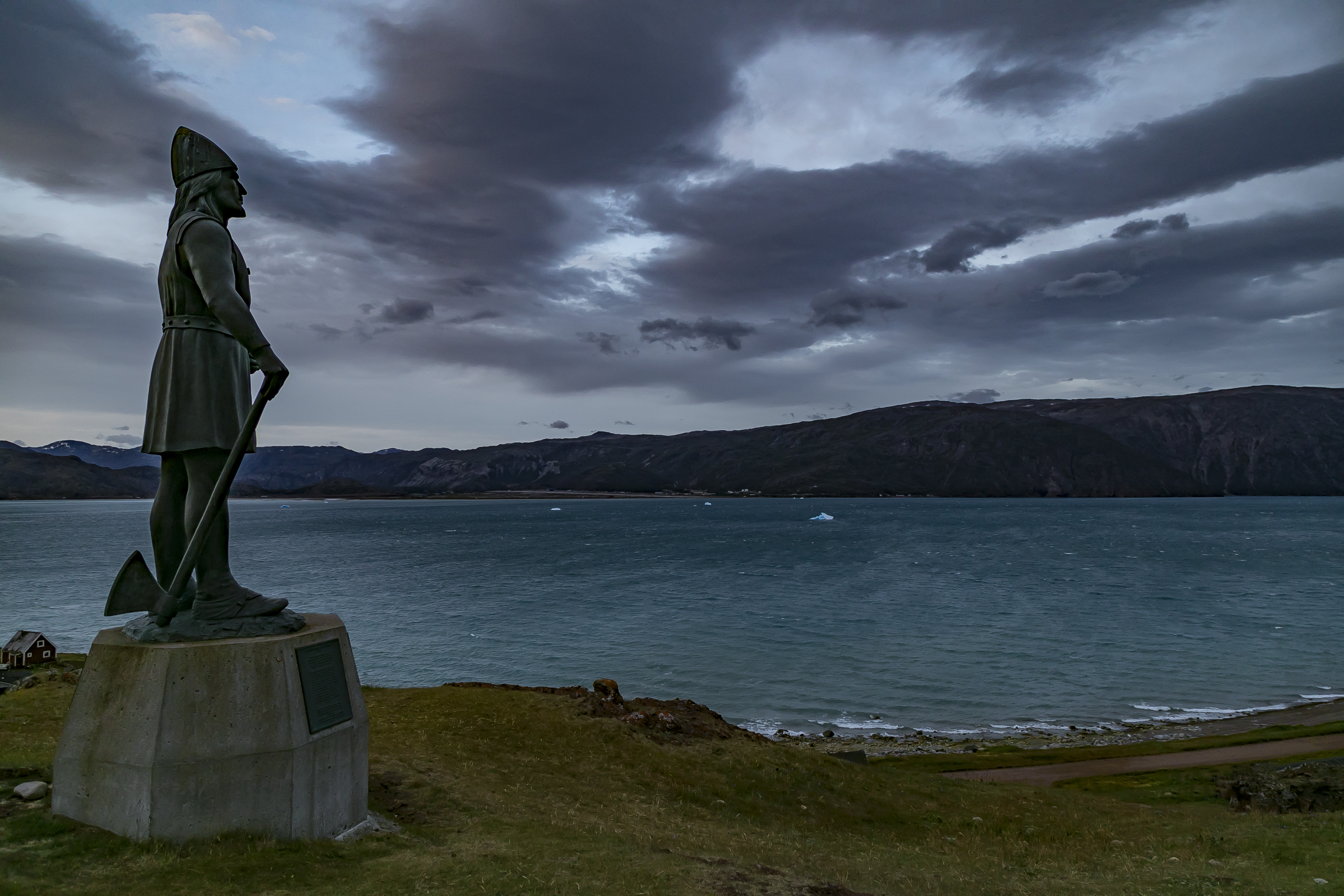
Estátua de Érico, o Vermelho, em Qassiarsuk na Groenlândia.

Grœnland (adaptado ao português como Groenlândia) foi o nome em nórdico antigo dado à ilha pelos primeiros europeus a conhecê-la, os islandeses. Vem de grœn (verde) + land (terra), significando terra verde. A Saga de Érico, o Vermelho, conta que Érico nomeou o país na esperança de atrair mais gente para lá por meio do belo nome.
Kalaallisut pode referir-se à língua groenlandesa ou à sua dominante variante oeste, da mesma forma que kalaalit pode referir-se aos groenlandeses ou ao principal grupo étnico entre eles, que fala a variante oeste. Daqui em diante, estas palavras são usadas somente em sentido mais restrito. Elas provavelmente vêm de skræling, o nome, de origem controversa, que os exploradores nórdicos deram aos povos com que se depararam na Groelândia e em territórios próximos no Canadá.

## Distribuição

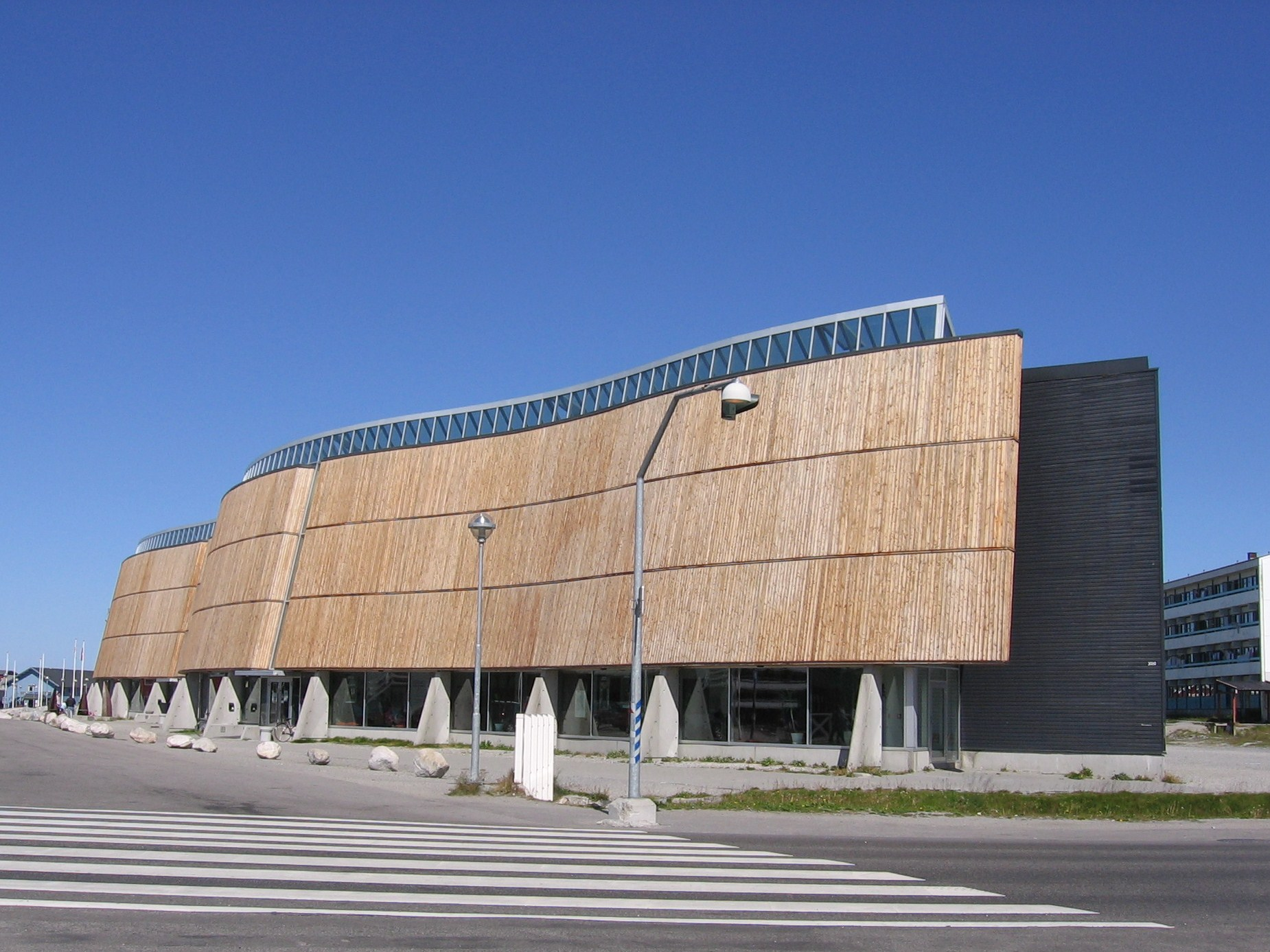
Katuaq, centro cultural em Nuuk

A língua groenlandesa compreende três dialetos:
- Groenlandês oeste, ou kalaallisut, com cerca de 50 000 falantes.
- Groenlandês leste, ou tunumiisut, com cerca de 3 000 falantes.
- Groenlandês norte, inuctune (Inuktun), inuíte thule ou esquimó polar, com cerca de 800 falantes.

Há debate sobre essa classificação. Alguns preferem entender essas variantes como línguas distintas. Outros mantêm que kalaallisut e tunumiisut formam um mesmo idioma, mas veem o inuctune como uma língua separada, já que tem origem nas línguas inuíte do norte do Canadá. Kalaallisut é a variante oficial e dominante na Groenlândia. Ela é a única com ortografia estabelecida e é a principal língua na educação primária. É falada em Nuuk, capital e cidade mais povoada da ilha.
| Inuktun (Norte) | Kalaallisut (oeste) | Tunumiisut (Leste) | Português                 |
| --------------- | ------------------- | ------------------ | ------------------------- |
| nivirhiaq       | niviarsiaraq        | niiarsiaq          | menina, mulher não casada |
| ataata          | ataata              | alaala             | pai                       |
| irniq           | erneq               | irniq              | filho homem               |
| inuk            | inuk                | iik                | pessoa                    |
| uanga           | uanga               | uara               | eu                        |
| ihhit           | illit               | ittit              | você                      |
| humi            | sumi                | sumi               | onde                      |
| auk             | aak                 | aak                | sangue                    |
| ihi             | isi                 | ili                | olho                      |
| aghak           | assak               | attak              | mão                       |
| arvik           | arfeq               | arpiq              | baleia                    |
| tuktu           | tuttu               | tuttu              | rena                      |
| qughuk          | qussuk              | qutsuk             | cisne                     |
| hiqiniq         | seqineq             | siirliq            | sol                       |
| ulluriaq        | ulloriaq            | utturiaq           | estrela                   |
| atauhiq         | ataaseq             | alaasiq            | um                        |

As línguas esquimó-aleútes, como o groenlandês, não estão relacionadas aos demais idiomas nativos da América, por provavelmente surgirem em imigrações tardias da Ásia. O groenlandês é da família inuíte e, portanto, está próxima de línguas indígenas do norte do Canadá, como o inuktitut.

## Kalaallisut

### Fonologia
Vogais
|         | Posterior | Central | Anterior |
| ------- | --------- | ------- | -------- |
| Fechada | i (y)     | (ʉ)     | u        |
| Média   | (e~ɛ)     | (e~ɛ)   | (ɔ)      |
| Aberta  | a         | a       | (ɑ)      |

Há em kalaallisut três vogais: /i/, /u/ e /a/, cada uma com vários alófonos:
- /a/ é [ɑ] antes dos uvulares r ou q; [a] ou [æ] normalmente.

- /i/ é [e] antes dos uvulares r ou q; [y] antes de p, v ou m; [i] normalmente.

- /u/ é [ɔ] antes dos uvulares r ou q; [ʉ] antes dos alveolares s, n ou t; [u] normalmente.

Vogais podem ser duplas em qualquer posição. Nesse caso, são interpretadas como duas moras numa mesma sílaba, não como vogais longas. Há apenas um ditongo, /ai/, geralmente em fim de palavra. Demais combinações de vogais não se encontram numa só sílaba.
Consoantes
|             | Labial | Alveolar | Alveolar | Palatal | Velar | Uvular |
| não-lateral | Labial | lateral  |          | Palatal | Velar | Uvular |
| ----------- | ------ | -------- | -------- | ------- | ----- | ------ |
| Nasal       | m      | n        |          |         | ŋ     |        |
| Plosivo     | p      | t        |          |         | k     | q      |
| Africado    |        | t͡s       |          |         |       |        |
| Fricativo   | v      | s        | ɬ        |         | ɣ     | ʁ      |
| Líquida     |        |          | l        |         |       |        |
| Semivogal   |        |          |          | j       |       |        |

As consoantes podem ser simples ou geminadas. Há algumas alofonias e peculiaridades na pronúncia das consoantes:
- A geminação /ll/ é pronunciada [ɬɬ].

- A geminação /ɣɣ/ é pronunciada [çç].

- /v/ é pronunciado [f] depois de consoante, incluindo quando geminado (/vv/=[ff]). Em empréstimos, [f] pode aparecer em qualquer lugar.

- /t/ é pronunciado [tʰ] em fim de palavra e [t͡s] antes de /i/.

### Ortografia
Kalaallisut começou a ser escrito a partir do século 18 por iniciativa de missionários noruegueses e dinamarqueses, que queriam documentar a língua e traduzir textos religiosos, principalmente a Bíblia, para catequizar os nativos. O missionário groenlandês de origem europeia Samuel Petrus Kleinschmidt criou uma ortografia que se manteve popular de 1851 até 1971, quando foi substituída por outra mais fonética.
A ortografia atual de 1971 usa as 26 letras do alfabeto latino básico, além das dinamarquesas æ, ø, å. Essas últimas mais as letras b, c, d, h, w, x, y, z são usadas apenas em empréstimos, principalmente dinamarqueses. Retirando essas, sobram 18: a, e, f, g, i, j, k, l, m, n, o, p, q, r, s, t, u, v.
Consoantes geminadas e vogais duplas são ambas escritas com a mesma letra duas vezes. As vogais /i/, /u/ e /a/ são escritas i, u, a, respectivamente, exceto os alófonos [e] e [ɔ], que são escritos e, o, respectivamente. As letras f, k, l, m, n, p, s, t, v, b, d, c soam como no português, sem as exceções encontradas nele, mas com as alofonias descritas na seção de fonologia.
| Letra                 | Pronúncia      | Exemplo (tradução)      | Como em:         |
| Letras nativas        | Letras nativas | Letras nativas          | Letras nativas   |
| --------------------- | -------------- | ----------------------- | ---------------- |
| g                     | /ɣ/            | augut (nós)             | espanhol amigo   |
| j                     | /j/            | qujanaq (obrigado)      | português feio   |
| ng                    | /ŋ/            | angut (homem)           | inglês sing      |
| q                     | /q/            | qajaq (caiaque)         | árabe qitt       |
| r                     | /ʁ/            | naluara (não sei)       | francês français |
| Letras de empréstimos |                |                         |                  |
| y                     | [y]            | Lynge (sobrenome)       | francês menu     |
| æ                     | [ɛ] ou         | præsidenti (presidente) | português é      |
| æ                     | [æ]            |                         | inglês cat       |
| ø                     | [ø] ou         | pølse (salsicha)        | francês peu      |
| ø                     | [œ]            |                         | francês œuf      |
| å                     | [ɔ]            | nå (bem...)             | português pó     |
| h                     | /h/            | hesti (cavalo)          | inglês he        |
| w                     | /v/            | whisky (whisky)         | português vaso   |
| x                     | /ks/           | taxa (táxi)             | português táxi   |
| y inicial             | /j/            | yoga (ioga)             | português feio   |
| z                     | /s/            | zebra (zebra)           | português sal    |

### Gramática
Kalaalisut é uma língua altamente sintética, que usa menos palavras, mas cada uma com mais morfemas, formando palavras muito grandes que resumem o sentido de frases inteiras em outras línguas mais analíticas como o português. Abaixo uma tabela demonstrando esse fenômeno:
| Português                 | Kalaallisut        |
| ------------------------- | ------------------ |
| Um cão                    | Qimmeq             |
| Um cão grande             | Qimmersuaq         |
| Ele tem um cão            | Qimmeqarpoq        |
| Ele não tem um cão        | Qimmeqanngilaq     |
| Ele tem um cão grande     | Qimmersuaqarpoq    |
| Ele não tem um cão grande | Qimmersuaqanngilaq |

Os sufixos tem um sistema complexo de integração a palavras, pelo qual podem ser truncados ou aditivos. Os truncados assimilam sua primeira consoante à última da palavra a que se juntam. Os aditivos fazem sumir a última consoante da palavra.

#### Sentença
A ordem dos constituintes básica é sujeito-objeto-verbo, como em "o macaco a banana come" ou "eu te amo". Substantivos e seus arredores seguem a ordem seguinte: demonstrativo + substantivo + modificador + numeral + pronome demonstrativo, sendo que só o substantivo é indispensável. Advérbios ou adjuntos adverbiais precedem o verbo.

#### Substativos
Variam em número e caso. Há dois números: singular e plural, com que verbos e modificadores concordam. Kalaallisut moderno deixou de ter o número dual, característico de línguas próximas como inuktitut. Há muitas palavras unicamente plurais, conhecidas como plurale tantum, em conceitos que indicam várias partes, como billit (carro) e bussit (ônibus) pelas rodas que os constituem, sukkut (açúcar) por seus grãos, ilagisat (família) por seus membros, naalakkersuitsut (governo) por seus políticos etc.. A concordância com essas palavras sempre se dá também no plural.
Kalaallisut é uma língua ergativa-absolutiva, em que o objeto direto de uma oração transitiva tem o mesmo caso (absolutivo) que o sujeito de um verbo intransitivo, enquanto o sujeito de um verbo transitivo tem outro caso (ergativo). O ergativo também indica o possuidor de algo.
|            | Singular       | Plural |
| ---------- | -------------- | ------ |
| Absolutivo | sem terminação | t      |
| Ergativo   | p              | t      |

- Meeraq qiavoq = criança (no absolutivo singular) chora = a criança está chorando.

- Meeqqat atuagap atuarpaa = crianças (no ergativo plural) livro (no absolutivo singular) lê = a criança está lendo um livro.
- Meeqap qimmia = criança (no ergativo singular) cachorro = o cachorro da criança.

Há oito casos no total: o ergativo, o absolutivo, e seis mais, descritos na tabela abaixo:
|              | Singular | Plural   | Analogias                                          | Exemplos |
| ------------ | -------- | -------- | -------------------------------------------------- | --- |
| Alativo      | mut      | nut      | em direção a, para dentro de a/em x horas por cada | Hans Maniitsumut aallarpoq Hans vai a Maniitsoq Qassinut ataatsimiinneq aallaartissava? – Qulinut Que horas a reunião começa? - Às 10 Kiilumut 20 kroneqarpoq Custa 20 kroner por quilo                                                 |
| Locativo     | mi       | ni       | em                                                 | Sikumi angallanneq inerteqqutaavoq Andar no gelo é proibido Aasami nasartaartarput No verão eles concluirão o ensino médio |
| Ablativo     | mit, mii | nit, nii | saindo de, a partir de do que por causa de         | Atuarfimmit anipput Saíram da escola Qimmeq qitsummiit anneruvoq O cachorro é maior que o gato Napparsimanermit atuarfimmiinngilanga Não fui à escola por estar doente                                                                  |
| Instrumental | mik      | nik      | por meio de sobre a fim de por favor -mente        | Allaammik allappara Escrevi isso com uma caneta Arnamik oqaluttuaq Uma história sobre uma mulher Igaffimmut immummik aallerpoq Ele vai à cozinha pelo leite Sukkulammik Chocolate, por favor Sukkasuumik ingerlavoq Ela foi rapidamente |
| Prolativo    | kkut     | nik      | via, através regularmente                          | Sukkut isissaanga? – Matukkut Por onde devo ir? Por aqui Sapaatikkut naalagiartarpugut Vamos à igreja todo domingo |
| Equativo     | tut, sut | tut, sut | como na lingua                                     | Pukkitsormiusut atisaqarpoq Ele está vestido como um holandês Thailandimiusut oqaluppoq Ele fala tailandês |

#### Pronomes
Todos os pronomes variam em caso, e a maioria varia em número. Ao contrário do português, não variam em gênero.
Há somente 4 pronomes pessoais básicos, cujas formas absolutivas e relativas tem as mesmas terminações, que são: uanga (eu), uagut (nós), illit (você) e ilissi (vocês). São pouco usados, pois já estão embutidos nas conjugações verbais, configurando um idioma de anáfora zero (próximo do português em frases como "vi, vim, venci", onde o pronome eu é desnecessário). São usados mais para dar ênfase. Não há pronomes pessoais de terceira pessoa, pois suas funções são exercidas por pronomes demonstrativos (equivalentes de esse, este, aquele), que, quando servem de pessoais, também são geralmente usados para dar ênfase. O instrumental é raramente usado fora de textos bíblicos.
Kalaalisut tem 3 pronomes demonstrativos básicos: manna (este), una (ele/esse), innga (aquele). O sufixo -ku é adicionado para formar o plural. Em teoria o prefixo ta- é anafórico, portanto seria usado para indicar que algo já é conhecido ou foi mencionado, mas as formas com esse prefixo são as mais populares de forma geral. Há alguns pronomes demonstrativos que indicam uma posição mais específica, como kanna (isso mais em baixo) e pinnga (isso mais em cima).

#### Verbos
Variam para marcar, por sufixos, pessoa, número, transitividade, tempo, modo, aspecto, negação, evidencialidade, causatividade, reflexividade, reciprocidade, passividade e valência.
Tanto o sujeito quanto o objeto, se há, são marcados no verbo, e variam em pessoa e número. Há quatro pessoas, das quais a 1ª, a 2ª e a 3ª são comuns ao português. A 4ª marca um sujeito que é o mesmo tanto numa oração principal quanto na respectiva oração subordinada. Assim se diferem frases como "Paulo comeu o prato que (ele mesmo, em 4ª pessoa)fez" e "Paulo comeu o prato que (outro, em 3ª pessoa)fez".
- Inuuneq toqqarpara. - A vida escolho(sujeito: 1ª singular ; objeto: 3ª singular)
- Ataataga pensiuuninngikkallarami nalunaarasuartaaserisututsulivoq. - Meu pai trabalhou como cinegrafista antes de (ele mesmo, em 4ª singular)se aposentar.

Há oito modos, quatro são para orações principais (indicativo, interrogativo, imperativo, optativo) e quatro são para orações subordinadas (causativo, condicional, contemporativo, participial). O modo optativo tem função parecida com a do imperativo, mas é usado com a 3ª pessoa e a 1ª singular, enquanto o imperativo é usado com a 2ª pessoa e a 1ª plural. O interrogativo faz pergunta, o causativo indica causa (ou sequência), o condicional indica hipóteses (análogo a "se"), o contemporativo indica ação simultânea (análogo a "enquanto") e o participial indica orações subordinadas completivas (que começam em "que"). Os sufixos de modo variam entre os afirmativos e negativos.
Somente dois modos se limitam em tempo: o indicativo, que não distingue passado e presente nem comporta o futuro, e o causativo, que só comporta o passado. Tempos podem ser dados por sufixos, mas também por advérbios (amanhã, agora etc).
- Naluppugut - Nadamos/estamos nadando

O aspecto habitual indica algo que é feito várias vezes, como vários pontos em uma linha. Os equivalente a verbos no pretérito perfeito podem ser indicados por sufixo de modo. O aspecto incoativo indica o início de uma ação.
- Nerisarput - eles comem (habitual)
- Nerireerpoq - comeu (pretérito perfeito)
- Seqinnilerpoq - o Sol começou a raiar (incoativo)

A modalidade indica uma atitude frente ao verbo e é análoga a alguns verbos auxiliares no português, como dever, poder e querer.
- Meeraq qilalerami imissagaluarpoq. - A criança deve beber porque ela está com sede.
- Kalaallisut oqalussinnaavit? - Você pode falar kalaallisut?
- Nunatta internetikkut illersornissani nammineq aqukkusuppaa. - A Groenlândia quer organizar sua própria defesa cibernética.

A evidencialidade indica a natureza das evidências para um acontecimento descrito em verbo e é análoga a expressões como "dizem que" e "parece que".
- Inuit tigulluarpasippaat. - Parece que as pessoas receberam isso bem.
- Nuummiinnerarpaat. - Dizem que ele está em Nuuk.

A causatividade marca a causa do verbo e é análoga a expressões como "fazer com que", "pedir para alguém fazer" e "tentar fazer com que".
- Qimmeq nerisippara. - Estou fazendo com que o cachorro coma. - Estou alimentando o cachorro.
- Lisep Mads ingeqquaa. - Lise pede que Mads se sente.

Verbos reflexivos indicam que o sujeito e o objeto de um verbo são o mesmo, como o pronome "se" em português na 3ª pessoa (amar-se, massagear-se etc). São feitos trocando terminações transitivas por intransitivas. Porém verbos recíprocos são feitos com as terminações intransitivas plurais. São parecidos com os reflexivos, indicando que cada pessoa num grupo faz algo a outra do grupo (nos veremos no futuro, uma mão lava a outra etc). A voz passiva pode ser marcada com particípios como no português (ter sido, ser odiado), mas também por meio de sufixos.
- Piareersarpunga. - Me preparei.
- Allaqatigiippugut - Eles escrevem uns para os outros
- Illu sanasumit sananeqarpoq - A casa está sendo construída pelo construtor.

A valência descreve a quantidade de participantes numa oração, e seus sufixos podem adicionar objetos, diretos ou indiretos.
- Oqarpoq - Dizer
- Oqarfigaa - Dizer isso a alguém - Dizer-lho

## Vocabulário
| Português   | Todos os seres humanos nascem livres e iguais em dignidade e em direitos. Dotados de razão e de consciência, devem agir uns para com os outros em espírito de fraternidade. |
| Kalaallisut | Inuit tamarmik inunngorput nammineersinnaassuseqarlutik assigiimmillu ataqqinassuseqarlutillu pisinnaatitaaffeqarlutik. Solaqassusermik tarnillu nalunngissusianik pilersugaapput, imminnullu iliorfigeqatigiittariaqaraluarput qatanngutigiittut peqatigiinnerup anersaavani. |

|      | Kalaallisut         | Dinamarquês |
| ---- | ------------------- | ----------- |
| 0    | noor’lu             | nul         |
| 1    | ataaseq             | en          |
| 2    | marluk              | to          |
| 3    | pingasut            | tre         |
| 4    | sisamat             | fire        |
| 5    | tallimat            | fem         |
| 6    | arfinillit          | seks        |
| 7    | arfineq-marluk      | syv         |
| 8    | arfineq-pingasut    | otte        |
| 9    | qulingiluat         | ni          |
| 10   | qulit               | ti          |
| 11   | aqqaneq, aqqanillit | elleve      |
| 12   | aqqaneq-marluk      | tolve       |
| 20   | tyve                | tyve        |
| 100  | hundrede            | hundrede    |
| 1000 | tusind              | tusind      |

A partir de 13, e com todos números para falar de preços, os numerais dinamarqueses são emprestados, com um sotaque kalaallisut.

## Menções
Na 2ª fase da edição Abya Yala (2023-2024) da Olimpíada Brasileira de Linguística, houve uma questão sobre groenlandês feita por Juliana Chaves Almeida.